# الزراعة في فيتنام

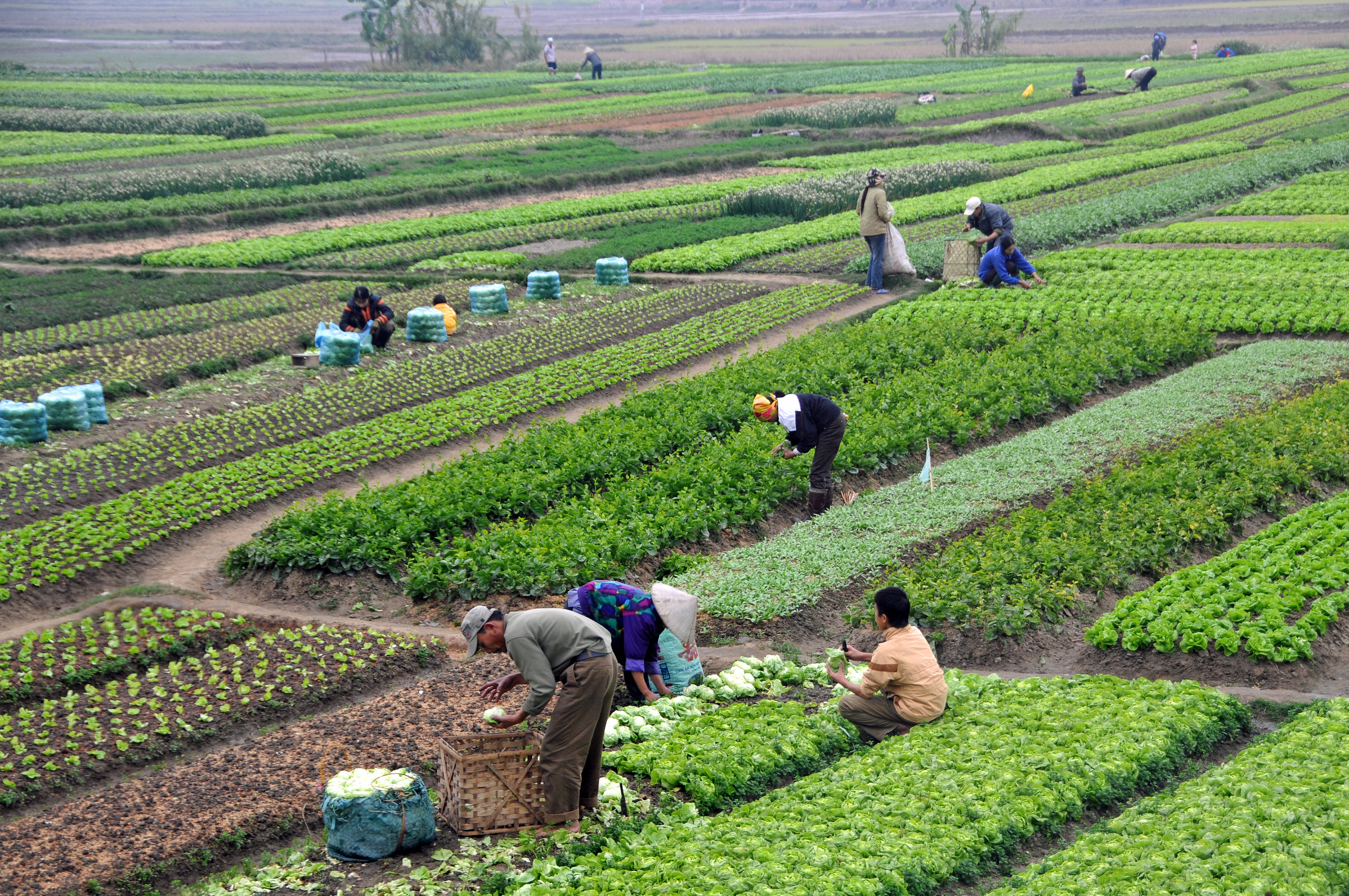
الزراعة في مزارع فيتنام

تشهد الفيتنام اليوم مثل العديد من دول جنوب آسيا عملية تمدن كبيرة نتيجة للنمو الاقتصادي السريع، رغم ذلك لا يزال البلد يعتمد بنسبة كبيرة على الزراعة ، حيث تمثل نسبة 50% من الناتج المحلي الإجمالي وتلبي ثلاثة أرباع الإستهلاك الداخلي.